# Roosevelt (Utah)
Pour les articles homonymes, voir Roosevelt.
Roosevelt est une ville américaine située dans le comté de Duchesne, dans l’Utah. Selon le recensement de 2000, sa population s’élève à 4 299 habitants, ce qui en fait la plus grande ville du comté.

## Histoire
Roosevelt a été peuplée plus tard que les autres localités de l’État. La région faisait partie de la réserve des Indiens Utes, elle a été ouverte à la colonisation en 1905. Elle est fondée l’année suivante par Ed F. Harmston. Elle porte le nom du président Theodore Roosevelt.

## Source
- (en) Cet article est partiellement ou en totalité issu de l’article de Wikipédia en anglais intitulé « Roosevelt, Utah » (voir la liste des auteurs).